# Imagen de mapa de bits
Una imagen en mapa de bits, imagen ráster (calcos del inglés) o imagen de píxeles es una estructura o fichero de datos que representa una rejilla rectangular de píxeles o puntos de color, denominada matriz, que se puede visualizar en un monitor, papel u otro dispositivo de representación.
A las imágenes en mapa de bits se las suele definir por su altura y grosor (en píxeles) y por su profundidad de color (en bits por píxel), que determina el número de colores distintos que se pueden almacenar en cada punto individual, y por lo tanto, en gran medida, la calidad del color de la imagen.
Los gráficos en mapa de bits se distinguen de los gráficos vectoriales en que estos últimos representan una imagen a través del uso de objetos geométricos como curvas de Bézier y polígonos, no del simple almacenamiento del color de cada punto en la matriz. El formato de imagen matricial está ampliamente extendido y es el que se suele emplear para tomar fotografías digitales y realizar capturas de vídeo. Para su obtención se usan dispositivos de conversión analógica-digital, tales como escáneres y cámaras digitales.

## Color
Cada punto representado en la imagen debe contener información de color, representada en canales separados que representan los componentes primarios del color que se pretende representar, en cualquier modelo de color, bien sea RGB, CMYK, LAB o cualquier otro disponible para su representación. A esta información, se puede sumar otro canal que representa la transparencia respecto al fondo de la imagen. En algunos casos, (GIF) el canal de transparencia tiene un solo bit de información, es decir, se puede representar como totalmente opaco o como totalmente transparente; en los más avanzados (PNG, TIFF), el canal de transparencia es un canal con la misma profundidad del resto de canales de color, con lo cual se pueden obtener centenares, miles o incluso millones de niveles de transparencia distintos.

## Resolución

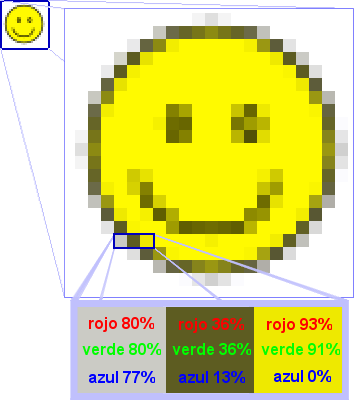
Detalle de una imagen en mapa de bits. Si hacemos zoom sobre esta imagen, podemos ver los puntos (píxeles) que la conforman, representados como cuadrados.

En una imagen en mapa de bits no se pueden cambiar sus dimensiones sin que la pérdida de calidad sea notoria. Esta desventaja contrasta con las posibilidades que ofrecen los gráficos vectoriales, que pueden adaptar su resolución fácilmente a la de cualquier dispositivo de visualización. De todas maneras, existe mayor pérdida cuando se pretende incrementar el tamaño de la imagen (aumentar la cantidad de píxeles por lado) que cuando se efectúa una reducción del mismo. Las imágenes en mapa de bits son más prácticas para tomar fotografías o filmar escenas, mientras que los gráficos vectoriales se utilizan sobre todo para la representación de figuras geométricas con parámetros definidos, lo cual las hace útiles para el diseño gráfico o la representación de texto. Las pantallas de ordenador actuales habitualmente muestran entre 72 y 130 píxeles por pulgada (PPP), y algunas impresoras imprimen 2400 puntos por pulgada (ppp) o más; determinar cuál es la mejor resolución de imagen para una impresora dada puede llegar a ser bastante complejo, dado que el resultado impreso puede tener más nivel de detalle que el que el usuario pueda distinguir en la pantalla del ordenador. Habitualmente, una resolución de 150 a 300 ppp funciona bien para imprimir a 4 colores (CMYK).
Sin embargo, existe una fórmula matemática que permite definir esta resolución según el sustrato de impresión:
lpp x 2 x f a/r = ppp
Donde lpp (líneas por pulgada) es la lineatura a utilizarse según el sustrato, por ejemplo: 150 lpp si son papeles recubiertos, 85 lpp para periódico, etc.
2 es un factor basado en la capacidad de rasterización del escáner
y f a/r es la ampliación o disminución en que se necesita la imagen.
La fórmula puede utilizarse solamente como lpp x 2 = ppp.

## Conversión entre mapas de bits y gráficos vectoriales
La transformación de un mapa de bits a un formato vectorial se llama vectorización. Este proceso normalmente se lleva a cabo o bien manualmente (calcando el mapa de bits con curvas de Bézier o polígonos vectoriales) o bien con ayuda de un programa específico, como por ejemplo Corel PowerTrace o Inkscape. El proceso inverso, convertir una imagen vectorial en una imagen de mapa de bits, es mucho más sencillo y se llama rasterización.

El cubo de Rubik es un cuerpo tridimensional que podemos «interpretar» como un cuerpo formado por vóxeles, la versión tridimensional de un píxel.

## Analogía en 3D
En infografía 3D (tres dimensiones) el concepto de una rejilla plana de píxeles se extiende a un espacio tridimensional formado por ladrillos cúbicos llamados vóxeles. En este caso, existe una reja tridimensional con elementos (cubitos) que contienen la información del color. A pesar de que los vóxeles son un concepto potente para tratar cuerpos con formas complejas exigen mucha memoria para ser almacenados. En consecuencia, a la hora de producir imágenes en tres dimensiones se utilizan más a menudo imágenes vectoriales 3D.